# Renato Balduzzi
Renato Balduzzi (ur. 12 lutego 1955 w Vogherze) – włoski prawnik, wykładowca akademicki, od 2011 do 2013 minister zdrowia w rządzie Maria Montiego, deputowany.

## Życiorys
W 1979 ukończył studia prawnicze na Uniwersytecie w Genui. Kształcił się następnie w zakresie europejskiego prawa konstytucyjnego m.in. w Paryżu. Jako wykładowca akademicki związany z różnymi uczelniami, został profesorem prawa konstytucyjnego na Katolickim Uniwersytecie Najświętszego Serca w Mediolanie. Wykładał także przedmioty z zakresu prawa publicznego na uniwersytetach w Genui, Turynie i Paryżu. Jest autorem publikacji naukowych z zakresu prawa wyborczego, regionalnego, a także organizacji zdrowia publicznego. Wchodził w skład rad redakcyjnych i naukowych czasopism branżowych. Był doradcą ministra obrony (1989–1992), ministra zdrowia (1996–2000) i ministra do spraw rodziny (2006–2008). Pełnił również funkcję eksperta ds. przepisów z zakresu ochrony zdrowia. W 2007 stanął na czele krajowej agencji zajmującej się regionalnymi służbami ochrony zdrowia (Age.Na.S.). Był także wiceprzewodniczącym (1999–2002) i przewodniczącym (2002–2009) organizacji katolickiej MEIC (Movimento Ecclesiale di Impegno Culturale).
16 listopada 2011 objął stanowisko ministra zdrowia w rządzie, na którego czele stanął Mario Monti. W wyborach w 2013 uzyskał mandat posła do Izby Deputowanych XVII kadencji z ramienia Wyboru Obywatelskiego. 28 kwietnia 2013 zakończył urzędowanie jako minister. W 2014 złożył mandat poselski w związku z powołaniem w skład organu sądowego Consiglio superiore della magistratura.